# 方原師光
方原 師光（かたのはら もろみつ、生没年不詳） は、平安時代後期の武士。源義清（武田義清）の次男。新羅三郎義光の孫にあたり、兄弟に清光（逸見冠者）らがある。成光の父。仮名は次郎。方原師光とも呼ばれる。
その経緯については不明となっているが、三河形原郷（現在の愛知県蒲郡市形原町）を中心とする荘園（正確な名称は不明）の下司となり同地に居住した。久安5年（1149年）に後の形原城の前進となる居館を荘内に築き統治にあたったとされる。